# Син Ён Гю
Син Ён Гю (хангыль: 신영규; 30 марта 1942, ?) — северокорейский футболист, защитник, участник чемпионата мира 1966 года.

## Карьера

### Чемпионат мира 1966
Син Ён Гю выступал за сборную КНДР на чемпионате мира 1966 года. Он выходил на поле во всех матчах своей сборной на турнире, включая четвертьфинал против Португалии. В стартовом матче со сборной СССР в игре Сина чувствовалась нервозность — его ошибка на первых минутах едва не привела к голу в корейские ворота. Однако затем он обрёл уверенность в своих силах и играл надёжно.
| Матчи и голы Сина Ён Гю за сборную КНДР | Матчи и голы Сина Ён Гю за сборную КНДР | Матчи и голы Сина Ён Гю за сборную КНДР | Матчи и голы Сина Ён Гю за сборную КНДР | Матчи и голы Сина Ён Гю за сборную КНДР | Матчи и голы Сина Ён Гю за сборную КНДР | Матчи и голы Сина Ён Гю за сборную КНДР |
| --------------------------------------- | --------------------------------------- | --------------------------------------- | --------------------------------------- | --------------------------------------- | --------------------------------------- | --------------------------------------- |
| №                                       | Дата                                    | Место проведения                        | Соперник                                | Счёт                                    | Голы                                    | Турнир                                  |
| 1                                       | 21 ноября 1965                          | Пномпень, Камбоджа                      | Австралия                               | 6:1                                     | -                                       | Отбор к ЧМ-1966 (стыковой матч)         |
| 2                                       | 24 ноября 1965                          | Пномпень, Камбоджа                      | Австралия                               | 3:1                                     | -                                       | Отбор к ЧМ-1966 (стыковой матч)         |
| 3                                       | 12 июля 1966                            | Мидлсбро, Англия                        | СССР                                    | 0:3                                     | -                                       | Чемпионат мира 1966                     |
| 4                                       | 15 июля 1966                            | Мидлсбро, Англия                        | Чили                                    | 1:1                                     | -                                       | Чемпионат мира 1966                     |
| 5                                       | 19 июля 1966                            | Мидлсбро, Англия                        | Италия                                  | 1:0                                     | -                                       | Чемпионат мира 1966                     |
| 6                                       | 23 июля 1966                            | Ливерпуль, Англия                       | Португалия                              | 3:5                                     | -                                       | Чемпионат мира 1966                     |

Итого: 6 матчей / 0 голов; 3 победы, 1 ничья, 2 поражения.